# Poekilloptera phalaenoides
Poekilloptera phalaenoides är en insektsart som först beskrevs av Linnt 1758.  Poekilloptera phalaenoides ingår i släktet Poekilloptera och familjen Flatidae.

## Underarter
Arten delas in i följande underarter:
- P. p. aurantica
- P. p. parca
- P. p. phalaenoides
- P. p. aperta
- P. p. jacobiana

## Bildgalleri

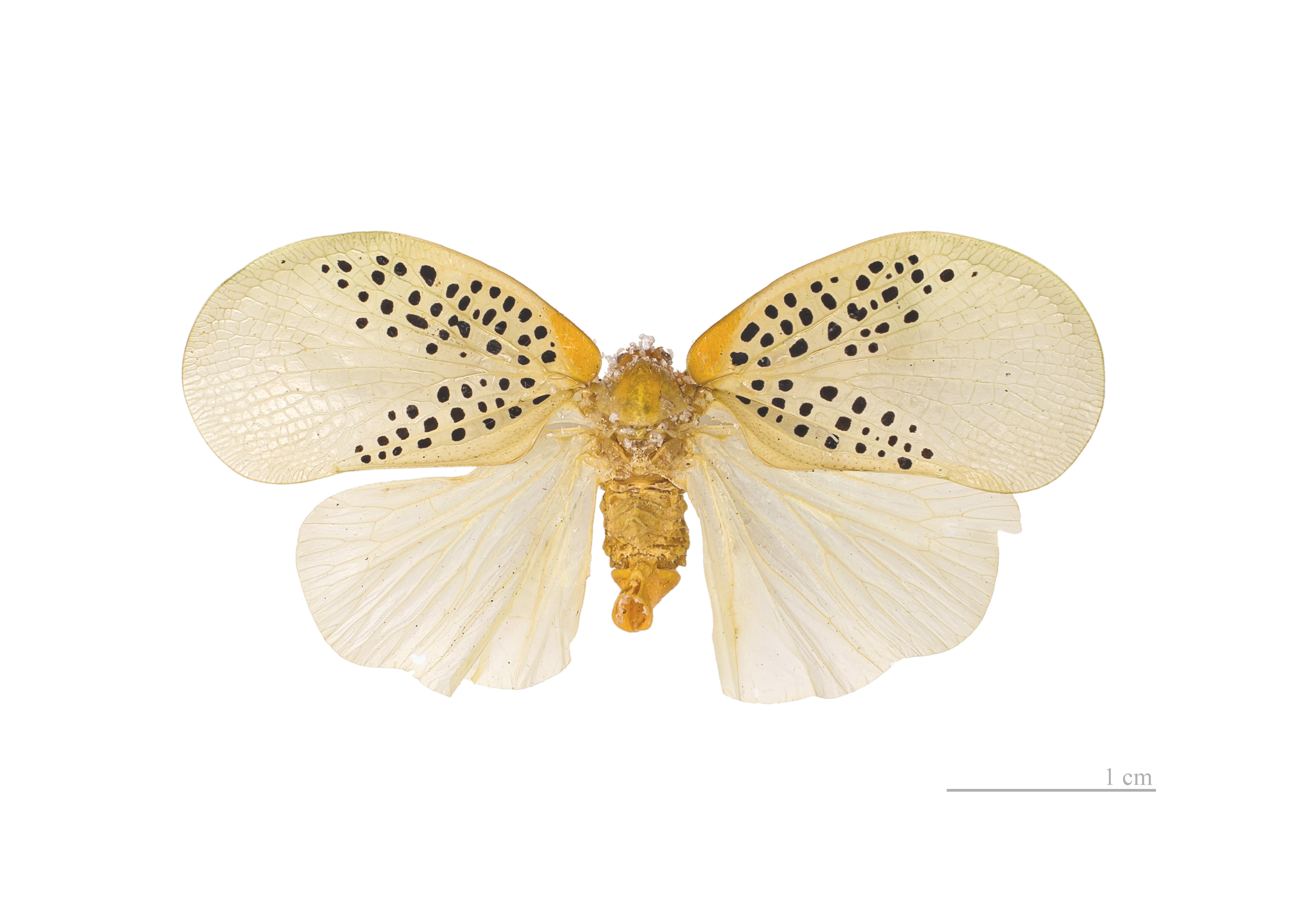